# Estamariu
Estamariu (em catalão e oficialmente) ou Estimaríu (em castelhano) é um município da Espanha na comarca de Alto Urgel, província de Lérida, comunidade autónoma da Catalunha. Tem 21,2 km² de área e em 2021 tinha 129 habitantes (densidade: 6,1 hab./km²). A localidade é mencionada no século IX com o nome Stamariz na  ata de consagração da  Catedral de Urgel.

## Demografia
| Variação demográfica do município entre 1991 e 2004 [carece de fontes?] | Variação demográfica do município entre 1991 e 2004 [carece de fontes?] | Variação demográfica do município entre 1991 e 2004 [carece de fontes?] | Variação demográfica do município entre 1991 e 2004 [carece de fontes?] |
| ----------------------------------------------------------------------- | ----------------------------------------------------------------------- | ----------------------------------------------------------------------- | ----------------------------------------------------------------------- |
| 1991                                                                    | 1996                                                                    | 2001                                                                    | 2004                                                                    |
| 134                                                                     | 135                                                                     | 128                                                                     | 122                                                                     |